# Otto König (Politiker)
Otto Karl Christian König (* 18. Oktober 1821 in Stadthagen; † 16. Oktober 1893 in Bückeburg) war ein deutscher Jurist und Politiker.

## Leben
Als Sohn eines Justizamtmanns geboren, studierte König nach dem Besuch des Bückeburger Gymnasiums Rechtswissenschaften in Jena und Heidelberg. Während seines Studiums wurde er in Jena 1839 Mitglied der Gesellschaft auf dem Burgkeller und 1839/40 der Burschenschaft auf dem Fürstenkeller sowie des Akademischen Gesangvereins, der späteren Sängerschaft zu St. Pauli Jena. 1843 legte er sein Examen ab und wurde Amtsauditor im Amt Bückeburg-Arensburg. Von 1849 bis 1859 war er als Amtsassessor auch mit dem Sekretariat der Eisenbahnkommission betraut. 1859 wurde er Finanzrat und als solcher Geschäftsführer der Eisenbahnkommission. 1870 wurde er Consulent und Anwalt der Fürstlich Schaumburg-Lippischen Hofkammer in Bückeburg. 1872 wurde er zum Kammerrat befördert und Mitglied der Kammer. 1875 wurde er Geheimer Kammerrat, 1885 als Kammerpräsident Chef der Verwaltung der Fürstlich Schaumburg-Lippischen Hofkammer. Er war auch Verwaltungsratsvorsitzender der Niedersächsischen Bank. König gehörte auch als Abgeordneter dem Schaumburg-Lippischen Landtag an.

## Ehrungen
- 1870: Ehrenkreuz des Fürstlich Lippischen Gesamthauses 2. Klasse
- 1883: Schaumburg-Lippisches Ehrenkreuz 1. Klasse
- 1887: Württembergischer Friedrichsorden, Ritterkreuz
- 1893: Schaumburg-Lippisches Ehrenkreuz mit Brillanten